# 단병호
단병호(段炳浩, 1949년 7월 13일~)는 대한민국의 정치인이자 노동운동가이다. 오천초등학교, 포항동해중학교를 졸업하고, 동지상업고등학교를 중퇴하였다.

## 생애
포항에서 태어나 자란 단병호는 노동운동가가 되기 전에는 스스로 보수적인 사람이었다고 평가한다. 동지상업고등학교를 중퇴한 이후 부모님과 함께 농사일을 하다가 1980년에 상경했다.
젊은 시절의 단병호는 민주공화당의 청년 당원이었으며, 박정희 대통령을 존경했다. 또한 1980년 광주항쟁 당시에는 "광주 사람들 다 때려 죽여야 한다"고 말했다고 한다. 그러나 이후 어린 시절의 친구로부터 진상을 전해 듣고 나서 조금씩 생각이 바뀌었다고 한다.
1982년 동아건설에 입사하였으며, 1986년 연말 상여금 문제로 처음으로 파업에 참여하게 되었다. 당시 그는 공장 주임이었는데, 파업을 말리기는커녕 이를 동조했다는 이유로 회사 측의 퇴사 요구를 받았다. 1987년 7월에는 이러한 문제인식을 발전시켜 노동조합을 결성하였다.
이후 민주노조 운동이 가속화되면서 그는 1988년 지역업종 노동조합 전국회의 의장을 거쳐 서울지역노동조합협의회 위원장으로 선출되었다. 1990년에는 전국노동조합협의회(전노협) 위원장이 되어 보안사령부의 민간인 사찰 대상이 되기도 하였다. 또한, 전노협 결성 당시 한 번, 위원장직 수행 당시 2번 구속되기도 하였다.
한편 그는 국군보안사령부의 사찰 대상 중 한 사람이 되어 노태우 정부로부터 감시당하였는데, 1990년 10월 4일 오후 6시 40분쯤 외국어대 재학 중 민학투련 출신이었던 탈영병 윤석양 이병의 폭로에 의해 밝혀졌다. 윤석양은 탈영 후 서울특별시 종로구 연지동 기독교회관 7층 한국기독교교회협의회 인권위원회 사무실에서 「양심선언」을 통해 탈영 당시 보안사에서 갖고 나온 동향 파악 대상자 개인색인표 신상철, 이들 내용이 입력된 컴퓨터 디스켓을 공개했다.
전노협 위원장을 역임하던 1995년에는 아직 불법 상태였던 민주노총의 부위원장을 지냈고, 1996년에는 전국민주금속노동조합연맹 위원장, 1998년에는 전국민주금속노동조합연맹의 위원장을 지냈다.
1998년에는 1997년의 민주노총 총파업을 주도한 혐의 등으로 구속되었다가 1999년 광복절 특사로 집행이 정지되어 출소했다. 같은 해 8월 29일에 (1999년 2월 합법화된) 민주노총 제3기 위원장에 당선되어 2001년까지 활동하였다가, 2001년 8월에 다시 수감되어 2002년 2월 징역 5년형이 구형되었다. 그 때 서울지방검찰청에서 그를 구속한 인물이 황교안 당시 공안2부 부장검사였다.
이후 민주노총 활동 및 민주노동당 지지 활동을 하다가, 2004년 총선에서 민주노동당의 비례대표 국회의원이 되었다. 그러나 종북주의 파동 이후 민주노동당이 노동자 정치 세력화에 실패했다고 발언하면서, 2008년 3월 20일에 탈당하고 정치계를 떠났다. 유사한 시기에 탈당한 노회찬과 심상정과 달리 진보신당에는 입당하지 않고, 노동자 대안 교육 센터 설립을 준비하는 등 정치와는 선을 긋고 거리를 두며 활동하고 있다.

## 출신 학교
- 오천초등학교
- 포항동해중학교
- 동지상업고등학교

## 가족
- 슬하에 1남 1녀를 두고 있다. 장녀 단정려는 이화여자대학교 출신으로 2006년 사법시험 합격 후 검사를 지원했고, 사법연수원 38기로 수료한 후 2009년 창원지검에 첫 발령을 받으며 법조인 커리어를 시작했다. 2002년에 단병호를 구속한 이력이 있는 황교안이 단정려의 첫 부임 당시 창원지검의 검사장으로 재직하고 있어서 화제가 되었다.[4][5]

## 가족 관계
- 어머니: 정귀난(~2020년 2월 3일)

## 역대 선거 결과
| 실시년도 | 선거   | 대수 | 직책     | 선거구   | 정당       | 득표수      | 득표율          | 순위         | 당락 | 비고 |
| -------- | ------ | ---- | -------- | -------- | ---------- | ----------- | --------------- | ------------ | ---- | ---- |
| 2004년   | 총선   | 17대 | 국회의원 | 비례대표 | 민주노동당 | 2,774,061표 | \| \| 13.03% \| | 비례대표 2번 |      | 초선 |
|          | 13.03% |      |          |          |            |             |                 |              |      |      |

## 같이 보기
- 대한민국 제17대 국회의원 선거 민주노동당 후보 목록#비례대표
- 전국노동조합협의회